# Chilo incerta
Chilo incerta is een vlinder uit de familie grasmotten (Crambidae). De wetenschappelijke naam van deze soort is voor het eerst geldig gepubliceerd in 1926 door Sjöstedt.
De soort komt voor in tropisch Afrika.